# Едіт Робертс
Едіт Джозефіна Робертс (англ. Edith Josephine Roberts; 17 вересня 1899, Нью-Йорк — 20 серпня 1935, Лос-Анджелес, Каліфорнія) — американська акторка німого кіно і сценаристка.

## Біографія
Народилася 17 вересня 1899 року в Нью-Йорку (США). Едіт — молодша сестра акторки Леони Робертс (1879—1954) і тітка акторки Джозефіни Гатчінсон (1903—1998).
У кінематографі дебютувала в 1914 році як сценаристка фільму «Неправильні птиці». У період 1915—1929 років вона знімалася в німому кіно, зіграла в понад 150-ти фільмах.
Була одружена з Кеннетом Снукесом, згодом — з Гарольдом Картером. У шлюбі з останнім 1935 року народила сина Роберта Картера.
Незабаром від післяпологових ускладнень захворіла сепсисом і померла в 35-річному віці 20 серпня 1935 року в Лос-Анджелесі (штат Каліфорнія, США). Похована в Голлівуді.

## Вибрана фільмографія
- 1918 — Звільніть / Set Free — Рома Вікліф
- 1922 — Плоть і кров / Flesh and Blood — леді Ангел
- 1924 — Ревучі рейси / Roaring Rails — Нора Берк
- 1926 — Загадковий клуб / The Mystery Club— Ненсі Даррелл